# Гама-лъчи
Гама-лъчите (γ-лъчи, гама-радиация) са форма на електромагнитно излъчване с много малка дължина на вълната – от порядъка на 10-11 m, получаващи се при субатомни реакции, например радиоактивен разпад. Имат силна проникваща способност, висока честота – 1019 Hz и силно йонизиращо действие, поради което са опасни за живите същества.
Енергията им е в диапазона 105 – 109 eV. Гама-лъчите, за разлика от α-частиците и β-частиците, не се отклоняват в електромагнитно поле.
Обикновено те достигат до нас като фотони с енергия над 100 keV. В електромагнитния спектър те са разположени в областта на големите честоти и съответно са с малка дължина на вълната. Радиоактивните материали могат да излъчват гама-лъчи. Те проникват дълбоко в живите тъкани и могат да предизвикат рак. Подобно на светлината, и гама-лъчите са съставени от фотони, но при гама-лъчите тези фотони имат изключително голяма енергия.